# 小佐木島

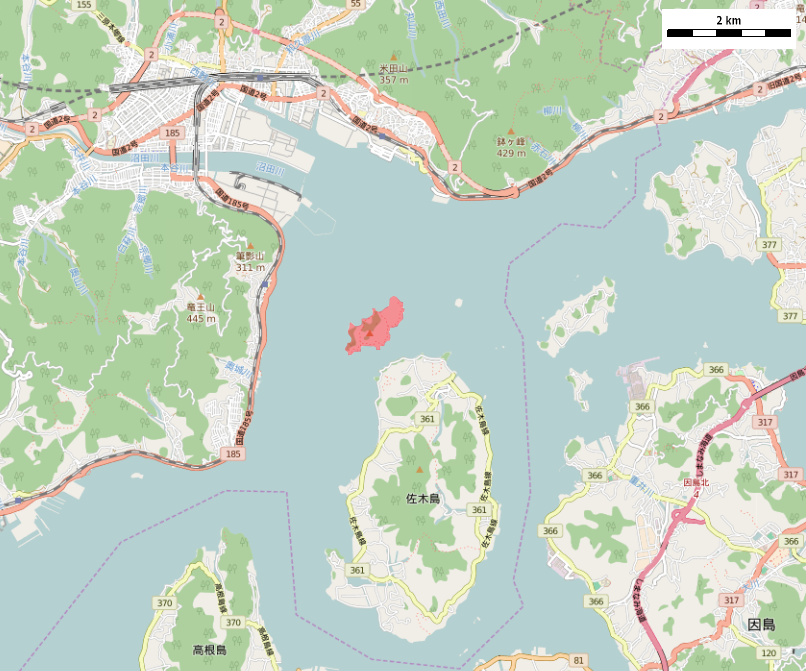
周辺

小佐木島（こさぎじま）は、瀬戸内海芸予諸島の島。有人島である。

## 地理
三原湾に浮かぶ島の一つ、本州の三原市中心部から南へ約2.7kmに位置する。島の南側が佐木島、東が無人島である宿禰島になる。全島域が広島県三原市鷺浦町に属する。
面積0.50km2、周囲3.2km （2010年度）。最大標高はまつたけ山75.9m。地質はほぼ花崗岩。気候は瀬戸内海式気候。
島の東に1集落のみあり、2023年現在人口4人で高齢化率100%。基幹産業は農業、ネーブル、甘夏、ポンカン等柑橘類が栽培され、また、近年は手付かずの自然を楽しめる場所として地元自治体などにより観光資源の開発を進めている。

## 歴史
この島には遺跡が3つ・古墳群が1つ発見されている
。分かっているもので古いものが縄文時代後期のもので、さらにこれらの中には塩を作っていた形跡が残っている。
島の北東端には小佐木島灯台がある。1894年（明治27年）に整備されたもので、現役で使用されている。この時代から昭和初期まで（木造）造船業が行われ、５つほどの造船所があった。昭和30年代には人口140人を超えていた。
自治体区分としては、1889年（明治22年）4月1日市町村制施行された際、広島県豊田郡鷺浦村を佐木島とで構成していたが、1956年（昭和31年）9月30日三原市に合併され三原市鷺浦町となった。
1991年（平成3年）風の子学園事件が発生、その慰霊は2015年現在も続いている。
2005年度国勢調査から高齢化率100%に達している。
2009年、地域再生プロジェクト「小鷺島ビオアイル計画 -Kosagijima BIO-Isle Project -」が発足、自然とアートで情報配信し地域活性化を進めている。

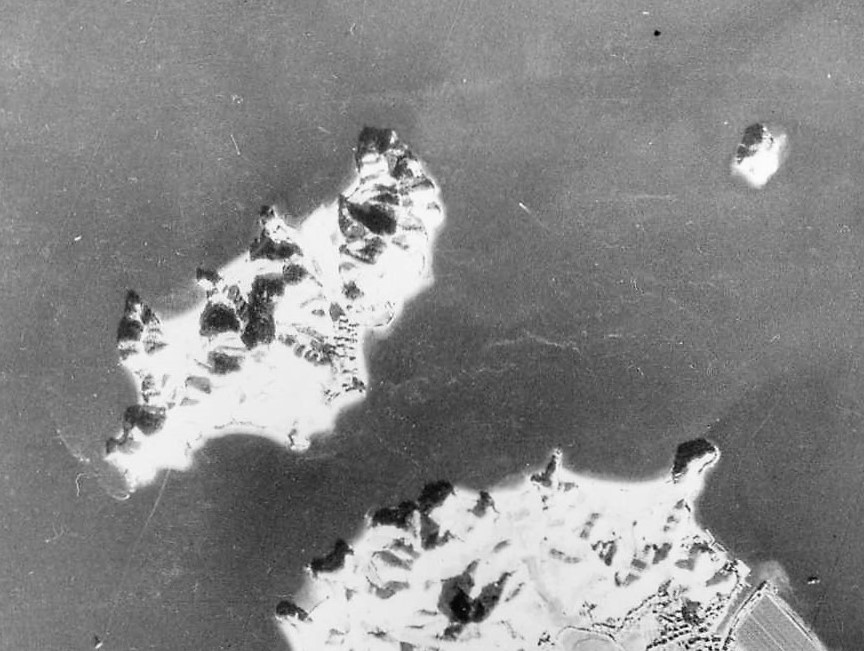
1947年アメリカ軍撮影
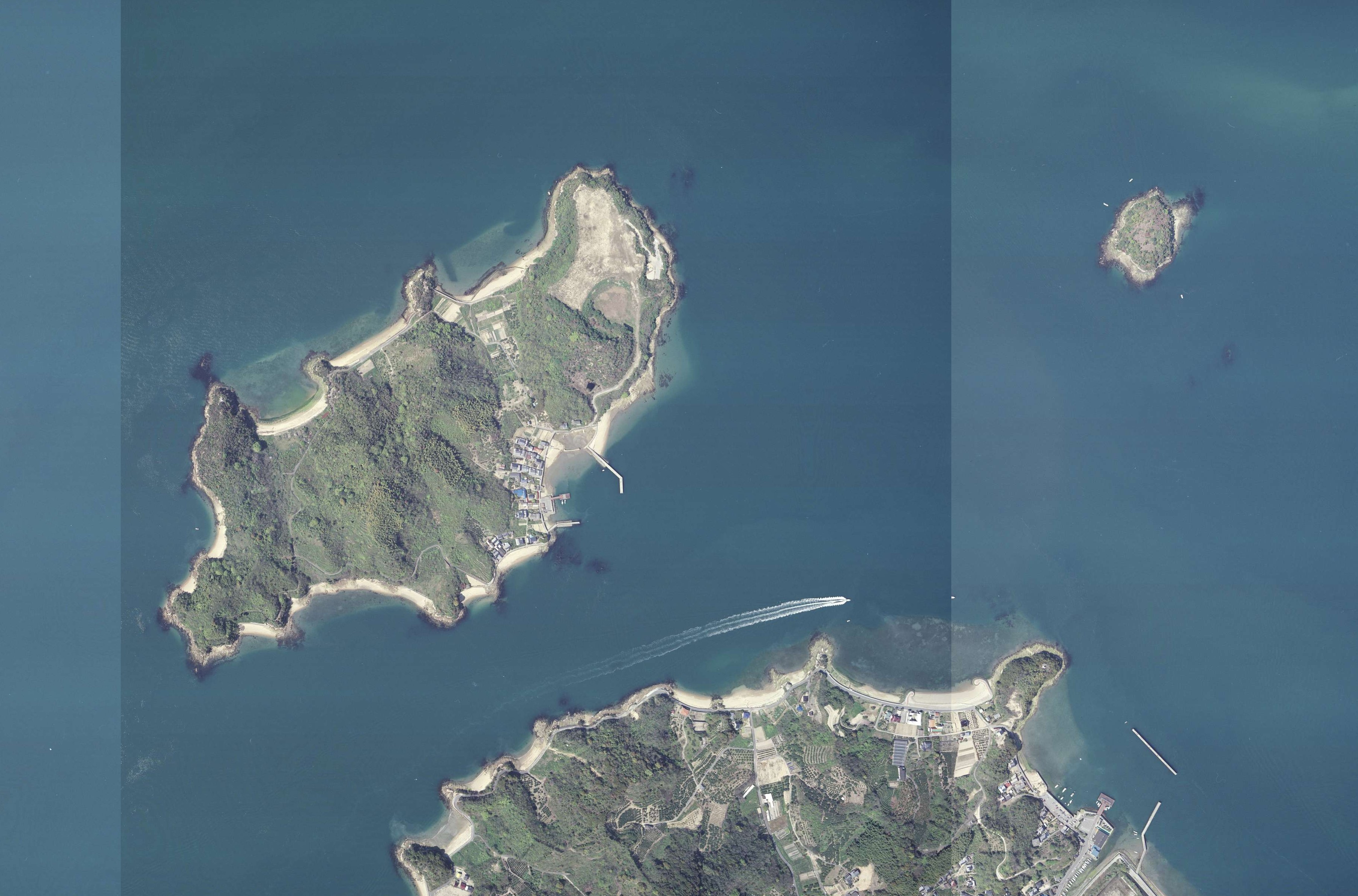
2010年国土交通省 国土地理院 地図・空中写真閲覧サービスの空中写真を基に作成

## 交通
島の港である小佐木港（桟橋）は管理区分としては佐木港に属する。島には三原港・尾道市生口島への定期航路がある。
マルト汽船（高速船）
- 三原港 - 小佐木港 - 向田港 - 沢港 - 瀬戸田港 ※運航回数は1日14回（2016年10月4日現在）。

## 参考資料
- “広島県離島振興計画（平成２５年度～平成３４年度）” (PDF).   広島県 (2013年12月). 2015年6月26日時点のオリジナルよりアーカイブ。2016年2月11日閲覧。